# Charadraula
Charadraula é um gênero de traça pertencente à família Agonoxenidae.